# 범용 어셈블리 캐시
범용 어셈블리 캐시(Global Assembly Cache, GAC)는 마이크로소프트 닷넷 프레임워크의 CLI(공통 언어 기반)를 위한 컴퓨터 전체의 CLI 어셈블리 캐시이다. 특별히 제어되는 중앙 저장소를 갖는 접근 방식은 공유 라이브러리 개념의 결함을 해결하고 DLL 지옥과 같은 단점을 초래하는 다른 솔루션의 함정을 피하는 데 도움이 된다.

## 요구사항
GAC에 있는 어셈블리는 다양한 코드 버전을 동시에 실행할 수 있는 특정 버전 관리 체계를 준수해야 한다. 특히 이러한 어셈블리에는 강력한 이름을 지정해야 한다.

## 같이 보기
- 닷넷 프레임워크